# Handwebmuseum
Das Handwebmuseum Rupperath liegt im Bad Münstereifeler Stadtteil Rupperath im Kreis Euskirchen, Nordrhein-Westfalen, Schulweg 1.
Rupperath ist in weitem Umkreis als Handwebdorf bekannt. 1957 wurde anhand von zwei auf dem Speicher der Schule gefundenen Handwebstühlen das Weben zum Schulfach gemacht. Der damalige Volksschullehrer Esser erforschte gleichzeitig das Weben in der Eifel. Im Jahre 1961 gründete er die Werkgemeinschaft für Handwebkunst in Bad Münstereifel-Rupperath.
In diesem Zusammenhang begann er Spinn- und Webgeräte zu sammeln. Von der Schließung der Schule im Jahr 1965 bis zur Auflösung der Werkgemeinschaft Ende 2003 war seine Sammlung in der ehemaligen Turnhalle der Schule untergebracht. Im Jahr 2006 in den Räumen der ehemaligen Schule das „Handwebmuseum“ eröffnet und zeigt seitdem die inzwischen erweiterte Sammlung. Seitdem betreut eine Unterabteilung des Betreibervereins „Alte Schule Rupperath e.V.“ das Museum in ehrenamtlicher Arbeit.
Das Handwebmuseum zeigt neben vielen Variationen von Spinngeräten (von Handspindeln, über Spindelränder, klassische Spinnrädern bis zu Hochzeitsräder (auch Hungerspinnräder genannt)) eine große Auswahl von Webstühlen und Handwebgeräten. Im Handwebmuseum wird die etwa 6000-jährige Geschichte des Handwebens dargestellt. Werkzeuge aus der Bronzezeit und auch Webstühle aus Arabien, Afrika und Lateinamerika werden ausgestellt. Besonders hervorzuheben sind ein Damastwebstuhl aus dem Himalaya und viele Bandwebgeräte und Techniken. Alle Spinn- und Webgeräte sind benutzbar und laden dazu ein, die unterschiedlichen Techniken zu erkunden und auszuprobieren.
Wechselnde stattfindende Sonderausstellungen setzen sich mit unterschiedlichen Teilbereichen der Textilherstellung auseinander. Fachkundige Führungen zeigen kleinen und großen Besuchergruppen die textile Geschichte und erläutern die Verwendung der unterschiedlichen Geräte.